# Dolní Podluží
Dolní Podluží település Csehországban, Děčíni járásban. Dolní Podluží Großschönau, Horní Podluží, Jiřetín pod Jedlovou, Varnsdorf és Mařenice településekkel határos. Lakosainak száma 1173 fő (2024. január 1.).

## Népesség
A település lakosságának változását az alábbi diagram mutatja:
| Lakosok száma | 2736 | 3389 | 3212 | 1794 | 1469 | 1128 | 1196 | 1202 | 1185 | 1173 |
|               | 1869 | 1900 | 1921 | 1961 | 1980 | 2011 | 2016 | 2019 | 2021 | 2024 |